# Cabernet Franc

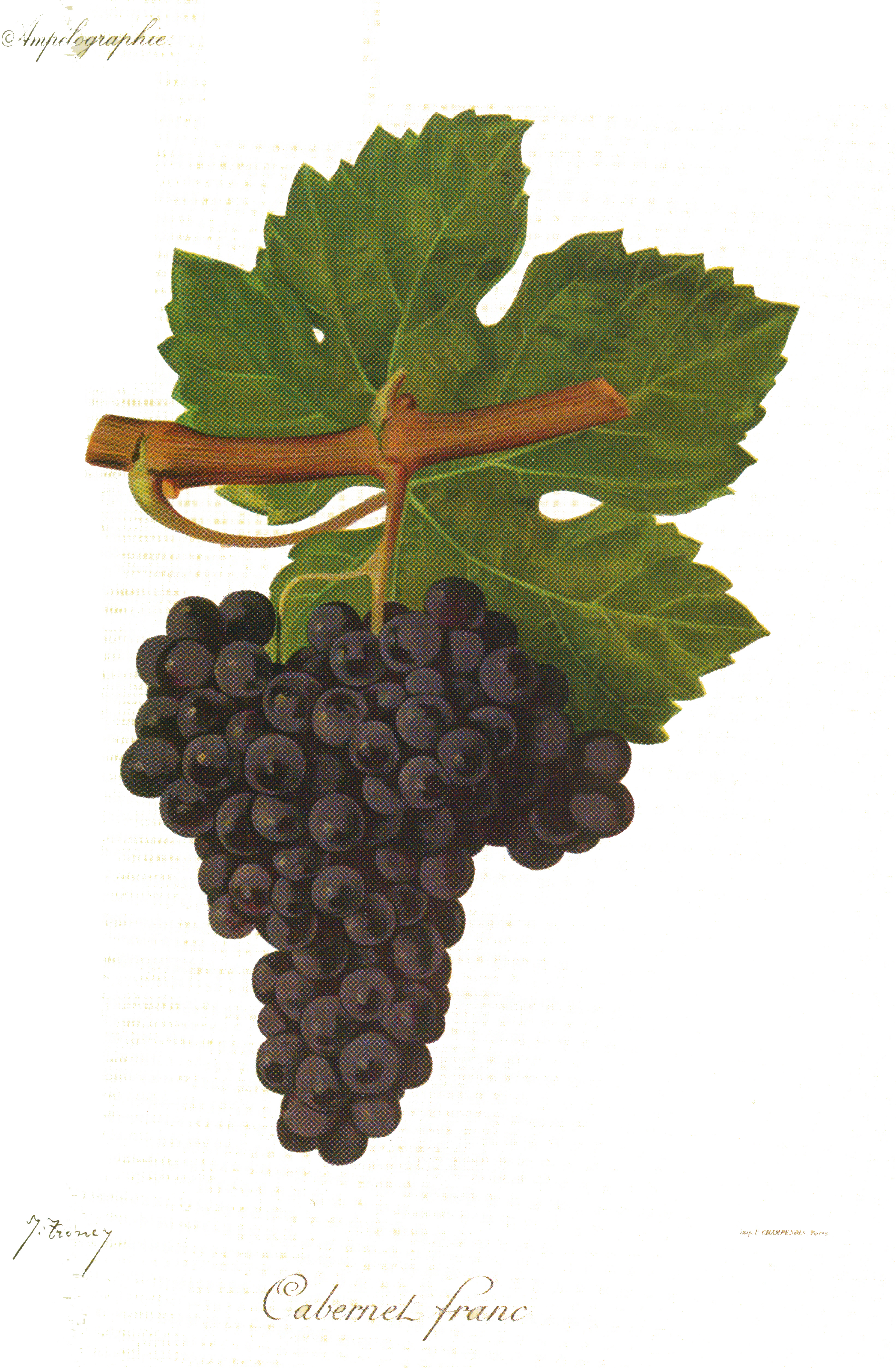
Cabernet Franc (Viala und Vermorel)

Der Cabernet Franc (Kürzel Cf), auch Cabernet franc oder Cabernet Frank, ist eine Rebsorte. Sie ist nicht so verbreitet wie der bekanntere Cabernet Sauvignon, allerdings genügsamer hinsichtlich der klimatischen Anforderungen. Sie ist eine der sechs Rebsorten, die für Rotweine im Bordeaux verwendet werden dürfen (die anderen Sorten sind Cabernet Sauvignon, Carménère, Malbec, Merlot und Petit Verdot). Cabernet Franc ist fast immer Bestandteil von Verschnittweinen, vor allem in Frankreich und Italien (hier Cabernet Frank). Im Vergleich zum Cabernet Sauvignon ist der Tanningehalt geringer, was den Weinen eine deutlich geringere Adstringenz verleiht und sie meist jünger trinkbar macht.

## Abstammung
Vermutlich aus Wildreben selektioniert, im Bordelais nachweislich seit Jahrhunderten heimisch.
Im Jahr 1997 veröffentlichten John E. Bowers und Carole P. Meredith von der University of California, Davis eine Studie, in der durch DNA-Analyse mit hoher Wahrscheinlichkeit eine Verwandtschaft zwischen dem Cabernet Sauvignon und den Sorten Cabernet Franc und Sauvignon Blanc aufgezeigt wird.
Im Jahr 2009 wurde die direkte Verwandtschaft zum Merlot bestätigt. Die nahezu ausgestorbene Rebsorte Magdeleine Noire des Charentes sowie die Sorte Cabernet Franc sind die Eltern des Merlot. Die Auswertung der Resultate ergab ebenfalls, dass die bekannte Rebsorte Carménère eine natürliche Kreuzung der Sorten Gros Cabernet sowie Cabernet Franc ist. Die alte Sorte Gros Cabernet ihrerseits entstand aus einer Kreuzung der Sorten Fer Servadou und Txakoli.

## Ampelographische Sortenmerkmale
- Die Triebspitze ist offen. Sie ist starkwollig weißlich behaart und mit einem karminroten Anflug versehen. Die Jungblätter sind wollig behaart und leicht rötlich gefleckt (Anthocyanflecken)
- Die mittelgroßen hellgrünen Blätter sind fünflappig und tief gebuchtet. Die Stielbucht ist lyren-förmig offen. Das Blatt ist stumpf gezahnt. Die Zähne sind im Vergleich der Rebsorten sehr eng angelegt. Die Blattoberfläche ist glänzend. Im Herbst rötet das Laub nur leicht und hauptsächlich im Bereich der Blattspitzen.
- Die meist konus- bis walzenförmige Traube ist manchmal geschultert, klein und lockerbeerig. Die rundlichen Beeren sind klein und von bläulich-schwarzer Farbe. Die Schale der Beere ist ausgesprochen dünn, aber fest.

Reife: sehr spät – Mitte bis Ende Oktober (früher als Cabernet Sauvignon – in späten Jahren und Lagen Reifeprobleme)

## Ansprüche
Stellt keine besonderen Ansprüche an den Boden (mittelschwer); frostgefährdete Lagen sind nicht geeignet; ist nur für sehr gute Lagen geeignet.

## Eigenschaften
Der Cabernet Franc verfügt über einen aufrechten und sehr kräftigen Wuchs. Die Rebsorte treibt mittelspät aus und entgeht daher meist den Frühjahrsfrösten. Die Rebsorte ist sehr anfällig gegen die Rebkrankheiten Echter Mehltau (Oidium), Falscher Mehltau, die Grauschimmelfäule und die Eutypiose.

## Ertrag
Die Erträge sind mittelhoch und regelmäßig.

## Wein
Die Weine sind weniger kräftig, heller, mit weniger Bukett und Körper als Cabernet Sauvignon. Der Wein wird oft mit Cabernet Sauvignon verschnitten.
Reinsortig wird der Cabernet Franc an der Loire ausgebaut, beispielsweise im Weinbaugebiet Chinon.
Auch in Ungarn fasst der reinsortige Cabernet Franc immer mehr Fuß. Vor allem in der Gegend um Villány/Szekszárd, aber auch in Eger und in Balatonfüred/Csopak wird er in großartigen Qualitäten erzeugt.
Die Rebe ist auch in Übersee beliebt. Speziell bei Weinen aus Osteuropa, aber auch Übersee, findet man des Öfteren in der Etikettierung nur die Bezeichnung Cabernet. Es handelt sich dabei meist um Cabernet Franc.

## Verbreitung
Die Gesamtrebfläche für Cabernet Franc betrug 2016 etwa 56.000 Hektar. Die zehn Länder mit den größten Rebflächen hatten zusammen 95,0 % der Gesamtfläche.
Die folgende Tabelle zeigt die zehn größten Anbauländer.
| Land               | Rebfläche (ha) |
| ------------------ | -------------- |
| Frankreich         | 32.327         |
| Brasilien          | 6.834          |
| Italien            | 5.590          |
| Vereinigte Staaten | 2.199          |
| Chile              | 1.578          |
| Ungarn             | 1.368          |
| Argentinien        | 929            |
| Südafrika          | 835            |
| Kanada             | 820            |
| Moldau             | 756            |
| Weltanbaufläche    | 56.052         |

Zum Vergleich: Die Rebflächen in Österreich betrugen 2016: 64 ha, in der Schweiz 63 ha und in Deutschland 32 ha.

### Frankreich
Insbesondere in der Gegend von Bordeaux spielt der Cabernet Franc trotz seines meist kleinen Anteils an der Anbaufläche zu Teilen eine markante Rolle; bei etlichen großen Weingütern findet sich der würzige Cabernet Franc nur dann in den Cuvées, wenn seine Reifezeit auskömmlich war, prominente Beispiele dafür sind Château Mouton-Rothschild und Château Pétrus. Die Cuvées mit Anteilen von Cabernet Franc markieren die großen Jahre. In „kleineren“ Jahren werden die Erntepartien des Cabernet Franc dieser Güter deselektioniert und dem „Großen Wein“ nicht hinzugegeben. Für den Château Cheval Blanc hingegen wird Cabernet Franc ungewöhnlicherweise zu ca. 60 % verwendet.

### Andere Länder
Siehe auch die Artikel
- Weinbau in Frankreich
- Weinbau in Italien
- Weinbau in den Vereinigten Staaten (allein in Kalifornien 1.457 ha,[6] Stand 2007)
- Weinbau in Australien
- Weinbau in Neuseeland
- Weinbau in Chile
- Weinbau in der Schweiz

## Synonyme
93 Synonyme: Achéria, Ardounet, Aroia, Arrouya, Auxquels, Baro, Beron, Bidure, Blauer Carmenet, Bordeaux, Bordo, Bordo Magher, Boubet, Bouchet, Bouchet Franc, Bouchet Saint-Emilion, Bouchy, Breton, Burdeas Tinto, Caberne, Cabernet, Cabernet Aunis, Cabernet Bresciano, Cabernet d’Aunis, Cabernet Franc Blauer, Cabernet Franc Crni, Cabernet Franc Nero, Cabernet Franc Noir, Cabernet Francese, Cabernet Franco, Cabernet Frank, Cabernet Gris, Cabonet, Cabrunet, Capbreton, Capbreton Rouge, Carbani, Carbenet, Carbonet, Carbouet, Carmene, Carmenet, Carmenet Blanc, Carmenet Grand, Carne Fran, Couahort, Crouchen Negre, Crouchen Noir, Fer Servadou, Fer Servandou, Gamput, Grande Voidure, Gro Kaberne, Gro Vidyur, Gro Vidyuz, Gros Bouchet, Gros Bouschet, Gros Caberne, Gros Cabernet, Gros Vidure, Gros Vidyuz, Grosse Vidure, Hartling, Kaberne, Kaberne Fran, Kaberne Frank, Kabernet, Kabernet Frank Breton, Karbinet, Karmene, Messanges, Messanges Rouge, Morenoa Véron Bouchy, Noir Dur, Petit Fer, Petit Viodure, Petite Vidure, Petite Vigne Dure, Plant Breton, Plant de l’Abbé Breton, Plant des Sables, Qro Kaberne, Qro Vidyuz, Sable Rouge, Trouchet, Trouchet Noir, Tsapournako, Verdejilla Tinto, Véron, Véron Bouchy, Véronais, Vidure, Vuidure.